# Environmentální spravedlnost
Environmentální spravedlnost (environmental justice) je pojem, který vznikl krátce po definování environmentálního rasismu v osmdesátých letech v Americe. Existuje mnoho hnutí a organizací, jejichž cíl je prosadit lokální i globální environmentální spravedlnost pro všechny.

## Definice
Environmentální spravedlnost znamená spravedlivé zacházení a smysluplné zapojení všech lidí nehledě na rasu, barvu pleti, národnost nebo příjem, s ohledem na vývoj, vytváření a prosazování environmentálních zákonů, nařízení a postupů. Spravedlivé zacházení znamená, že žádná skupina lidí by neměla trpět nepřiměřeným množstvím negativních environmentálních důsledků vyplývajících z industriálních, obecních, komerčních, místních nebo státních činností a nařízení. Jednoduše řečeno, environmentální spravedlnost podněcuje právo každého člověka na rovnou ochranu a rovné uplatňování zákonů a regulí týkajících se životního prostředí.

## Principy environmentální spravedlnosti
V říjnu roku 1991 vytvořili účastníci Prvního Národního Environmentálního Vůdcovského Summitu Lidí Různých Barev Pleti (First National People of Color Environmental Leadership Summit) tyto principy environmentální spravedlnosti. Environmentální spravedlivost...
1. potvrzuje posvátnost Matky Země, ekologický soulad a vzájemnou závislost všech druhů, a právo být prost ekologických destrukcí.
2. požaduje, aby byl veřejný pořádek založen na vzájemném respektu a spravedlnosti pro všechny lidi, bez jakýchkoliv forem diskriminace nebo předsudků.
3. diktuje právo na etické, vyvážené a zodpovědné využívání půdy a obnovitelných zdrojů v zájmu udržitelnosti planety pro lidi a ostatní živé tvory.
4. se dovolává univerzální ochrany od testování nukleárních zbraní, těžby, produkce a zbavování se toxického či jinak nebezpečného odpadu a jedů a nukleárního testování, které ohrožují základní právo na čistý vzduch, zemi, vodu a jídlo.
5. potvrzuje fundamentální právo na politickou, ekonomickou, kulturní a environmentální svobodné rozhodování všech lidí.
6. požaduje zastavení výroby všech toxinů, nebezpečných odpadů a radioaktivních materiálů, a aby všichni bývalí i současní výrobci byli přísně odpovědní za detoxifikaci a kontrolu při výrobě.
7. si vymáhá právo účastnit se jako rovnocenný partner každého bodu rozhodovacího procesu, včetně vyhodnocování potřeb, plánování, provedení, prosazování a vyhodnocení.
8. potvrzuje právo všech pracovníků na bezpečné a zdravé pracovní prostředí bez nutnosti zvolit si mezi nebezpečným povoláním a nezaměstnaností. Toto se vztahuje i na lidi pracující doma.
9. hájí právo oběti environmentálního rasismu či jiné environmentální nespravedlnosti na získání plné náhrady škody a oprav všech poškození stejně jako kvalitní zdravotní péči.
10. považuje vládní činy environmentálního rasismu/nespravedlnosti za porušení mezinárodního zákona, Všeobecné deklarace lidských práv a Úmluvy o zabránění a trestání zločinu genocidia.
11. musí rozpoznat zvláštní legální a přírodní vztah mezi původními Američany a Americkou vládou skrze smlouvy, ujednání, dohody a přísliby potvrzující suverenitu a právo na sebeurčení.
12. osvědčuje potřebu pro městské i venkovské ekologické zásady pro úklid a znovuvybudování našich měst a venkovů v souladu s přírodou, ctící kulturní celistvost všech komunit, a poskytující spravedlivý přístup všem ke kompletnímu sortimentu všech zdrojů.
13. se dovolává přísného prosazování principů informovaného souhlasu (informed consent), a zastavení testování experimentálních reprodukčních a léčebných procedur a vakcinací na lidech nebílé pleti.
14. oponuje ničivým činnostem multinárodních korporací.
15. oponuje vojenské okupaci, utiskování a vykořisťování zemí, lidí, kultur a jiných životních forem.
16. se dožaduje vzdělání současných a budoucích generací s důrazem na sociální a environmentální otázky, založením na naší zkušenosti a porozumění všech našich různých kulturních úhlů pohledu.
17. vyžaduje abychom my, jako jednotlivci, vždy volili minimální konzumaci zdrojů Matky Země a minimální produkci odpadu, a abychom učinili vědomé rozhodnutí zpochybňovat a změnit priority v našem životním stylu za účelem udržet zdraví přírodního světa pro současné a budoucí generace.

## Definice životního prostředí
Životní prostředí je místo kde žijeme, pracujeme, hrajeme si a modlíme se. Životní prostředí je tedy vše kolem nás.